# Адконис, Якуб
Я́куб Адко́нис (пол. Jakub Adkonis; родился 10 июня 2007) — польский футболист, атакующий полузащитник клуба «Легия», выступающий на правах аренды за польский клуб «Рух».

## Клубная карьера
Уроженец города Мястко, Адконис начал футбольную карьеру в составе юношеской команды «Олимпийчик» (Кваково). В 2021 году присоединился к футбольной академии клуба «Легия». В апреле 2024 года подписал с клубом контракт до лета 2026 года. 1 августа 2024 года дебютировал в основном составе «Легии» в матче второго квалификационного раунда Лиги конференций УЕФА против «Карнарвон Таун». 19 декабря 2024 года дебютировал в общем этапе Лиги конференций УЕФА в матче против «Юргордена».

## Карьера в сборной
Выступал за сборные Польши до 16, до 17 и до 18 лет.